# Bleiorganische Verbindungen

Tetraethylblei

Bleiorganische Verbindungen (auch Bleiorganyle, Organobleiverbindungen oder Organoplumbane) sind chemische Verbindungen des Bleis mit organischen Resten. Im Vergleich zu vielen organischen Verbindungen anderer Elemente sind sie häufig verhältnismäßig stabil und reagieren bei Normalbedingungen nicht mit Luft oder Wasser. Organobleiverbindungen sind giftig. Die bekannteste dieser Verbindungen ist Tetraethylblei, das in großen Mengen als Antiklopfmittel Benzin beigemischt wurde.

## Geschichte
Über Hexaethyldiblei, die erste organische Bleiverbindung, wurde 1853 von Carl Löwig berichtet. 1922 entdeckten Thomas Midgley und T.A. Boyd die Wirkung von Tetraethylblei als Antiklopfmittel in Benzinmotoren.

## Gewinnung und Darstellung
Es gibt mehrere Möglichkeiten, organische Bleiverbindungen darzustellen. Technisch wurden Tetraethyl- und Tetramethylblei vorwiegend durch Reaktion einer Blei-Natrium-Legierung mit Ethylchlorid oder Methylchlorid hergestellt.
{\displaystyle \mathrm {4\ PbNa+4\ C_{2}H_{5}Cl\longrightarrow Pb(C_{3}H_{5})_{4}+4\ NaCl+3\ Pb} }
Weiterhin lassen sich Tetraalkylbleiverbindungen durch Reaktion von Bleisalzen wie Blei(II)-chlorid oder Blei(IV)-acetat mit Grignard-Verbindungen oder Organolithiumverbindungen darstellen.
{\displaystyle \mathrm {Pb(OAc)_{4}+4\ RMgCl\longrightarrow PbR_{4}+4\ MgCl(OAc)} }
Eine andere Möglichkeit ist die Reaktion einer Grignard-Verbindung und eines Alkylhalogenids mit einer löslichen Bleianode in Gegenwart einer inerten Kathode:
{\displaystyle \mathrm {2RCl+2\ RMgCl\ {\xrightarrow[{}]{Pb-Anode}}\ PbR_{4}+\ 2\ MgCl_{2}} }
Blei(II)verbindungen sind weniger stabil und reagieren unter Disproportionierung:
{\displaystyle \mathrm {2\ PbX_{2}+4\ RMgX{\xrightarrow[{-4MgX_{2}}]{}}\ 2PbR_{2}\longrightarrow \ PbR_{4}+\ Pb} }
Aus den Tetraalkylbleiverbindungen lassen sich durch Reaktion mit Halogenen, Halogenwasserstoffen ode Thionylchlorid die Organobleihalogenide R3PbX und R2PbX2 (X: Halogen) gewinnen.
{\displaystyle \mathrm {PbR_{4}+\ HCl\ \longrightarrow \ PbR_{3}Cl+\ R-H} }
Diese sind wiederum Ausgangsprodukt für die Darstellung anderer organischer Bleiverbindungen, bei denen das Halogen durch Hydroxid, Alkoxide, ein Wasserstoffatom oder auch andere Alkylreste ausgetauscht wird. Die entsprechenden Alkylbleihydride sind dabei deutlich weniger thermisch stabil als die entsprechenden zinnorganischen Verbindungen und zersetzen sich rasch, teilweise explosionsartig bei Temperaturen über 0 °C.
{\displaystyle \mathrm {4\ R_{3}PbCl+\ LiAlH_{4}{\xrightarrow {<-60\,{}^{\circ }C}}\ R_{3}PbH+\ LiCl+\ AlCl_{3}} }

## Eigenschaften
In organischen Bleiverbindungen liegt das Blei fast immer in der Oxidationsstufe +4 vor, Verbindungen in niedrigeren Oxidationsstufen sind selten und instabil. Ketten bildet Blei auf Grund der niedrigen Bindungsenergie von Blei-Blei-Bindungen nur schwer.
Die Blei-Kohlenstoff-Bindung ist verhältnismäßig schwach und polarisierbar, so dass ein Bruch dieser Bindung sowohl in Radikale als auch in Ionen möglich ist. Sie hat eine Länge von 225 pm, welche deutlich größer ist, als die Länge der Kohlenstoff-Kohlenstoff-Einfachbindung mit 154 pm. Auch liegt die Energie der Blei-Kohlenstoff-Bindung mit 206 kJ/mol deutlich unter der Energie der Kohlenstoff-Kohlenstoff-Bindung. Dies ist für den Einsatz als Antiklopfmittel wichtig. Die Blei-Kohlenstoff Verbindung ist in Blei(IV)-Organylen hydrolysestabil besitzt aber in der Gruppe die geringste thermische Stabilität, weshalb sich die Verbindungen bei 100 bis 200 °C zersetzen.
Ist ein Teil der Alkylreste durch andere Gruppen ersetzt, wird die Verbindung deutlich reaktiver. Dabei ist es so, dass die Reaktivität mit abnehmender Zahl an Alkylgruppen zunimmt. Verbindungen des Typs RPbX3 sind ähnlich instabil wie Blei(IV)-chlorid. In ihren Reaktivitäten ähneln die substituierten Organobleiverbindungen den entsprechenden Zinnverbindungen, sind im Allgemeinen jedoch reaktiver. So reagieren Organobleihydride leicht mit Aldehyden, Ketonen, organischen Halogenverbindungen und Alkinen.

## Sicherheitshinweise
Organobleiverbindungen sind oft fettlöslich und können dann leicht über die Haut oder die Lunge in den menschlichen Körper und so über den Blutkreislauf in Leber, Nieren und Muskeln gelangen. Im menschlichen Körper werden Tetraalkylverbindungen in der Leber rasch zu Trialkylverbindungen umgewandelt.
Insbesondere die Trialkylbleiverbindungen können die Blut-Hirn-Schranke passieren und sich im Gehirn anreichern. Als Symptome treten Kopfschmerzen, Depressionen, Schlafstörungen, Halluzinationen und Krämpfe auf. Parkinsonismus und Lähmungen werden als Spätfolgen beschrieben. Ähnlich wie bei den zinnorganischen Verbindungen sind die Substanzen die Ionen vom Typ R3Pb+ und R2Pb2+ freisetzen besonders giftig, da sie unter anderem die Glutathiontransferase oder Enzyme blockieren. Dabei sind bleiorganischen Substanzen toxischer als die zinnorganischen Verbindungen.

## Verwendung
Die Verwendungsmöglichkeiten der organischen Bleiverbindungen, etwa als Biozide oder Kunststoffadditive, sind stark durch ihre Giftigkeit eingeschränkt. Daher werden in Synthesen die entsprechenden Zinnverbindungen den Bleiverbindungen meist vorgezogen, obwohl letztere meist reaktiver sind und daher mildere Reaktionsbedingungen erlauben.
Tetramethyl- und Tetraethylblei wurden in großen Mengen als Antiklopfmittel verwendet. Beide Verbindungen besitzen hohe Oktanzahlen, da sie wirksam Radikale abfangen können. Durch den weiten Einsatz reicherten sich bleiorganische Verbindungen in der Umwelt an, z. B. stieg der Gehalt an bleiorganischen Verbindungen in Wein von den 1950er bis in die 1970er Jahre an. Auf Grund der Giftigkeit ist der Einsatz von organischen Bleiverbindungen als Antiklopfmittel inzwischen in vielen Ländern verboten. Global wurden im Jahr 2000 aber immer noch 34 000 Tonnen Bleiorganyle als Antiklopfmittel eingesetzt.
Einige weitere organische Bleiverbindungen wie Tributylbleiacetat können als Holz- oder Baumwollschutzmittel eingesetzt werden.